# 若隼人幸治
若隼人 幸治（わかはやと こうじ、1971年1月3日 - ）は、鹿児島県熊毛郡中種子町出身で宮城野部屋に所属した元大相撲力士。本名は稲子 幸治（いなご こうじ）。身長184cm、体重161kg。最高位は東十両3枚目（1996年5月場所）。得意技は右四つ、寄り。趣味は野球観戦とパチンコ。

## 来歴
幼い頃から相撲を始め、中種子町立南界小学校3年生から種子島地区の相撲大会で連続優勝するなど活躍を見せた。中種子町立南界中学校では柔道部に所属したが、力士に憧れていたため相撲も続けていた。中学3年生の時に宮城野部屋から4度の勧誘を受け、その熱意に打たれて卒業とともに入門し、1986年3月場所に初土俵を踏んだ。序二段から三段目に掛けて苦労した時期があったが、1991年3月場所に幕下に昇進。幕下では順調に勝ち越しを続けていき、1994年9月場所には十両に昇進した。新十両の場所は8勝7敗と勝ち越したが、翌11月場所から2場所連続で負け越して幕下に陥落した。しかし、1場所で十両に復帰してからは十両に定着していった。1996年3月場所には西十両3枚目まで番付を上げ、序盤から中盤まで勝ち負けを繰り返していたが、10日目には同じ鹿児島県出身の元大関・霧島との一番でも白星を挙げる（この相撲で霧島は負け越して十両陥落が確定し、この場所限りで引退。自身も引退時に思い出の一番として上げている）など終盤になって調子を上げて8勝7敗と勝ち越した。新入幕の期待もあったが翌5月場所は東十両3枚目に据え置かれ、5勝10敗と負け越し入幕の夢は叶わなかった。それ以降も、幕下に陥落することもあったが十両上位で活躍していた。しかし、1999年9月場所は2勝13敗と大敗して4度目の幕下陥落を喫し、この場所以降は十両に復帰することはなかった。幕下陥落後も負け越しが続き、幕下の中位まで番付を落としたが、復調してからは勝ち越しを続けていき、一時期は幕下上位まで番付を戻した。しかし、その後は負け越しが続いて番付を下げていき、2001年11月場所には三段目に陥落した。2001年3月場所には幕下に復帰したが3勝4敗と負け越し、5月場所には再び三段目に陥落。その場所は7番相撲で勝ち越しを掛けたが3勝4敗と負け越し、その相撲を最後に現役を引退した。
引退後に元女子プロレスラー神谷美織（Cooga）と結婚し、神田で飲食店『食酔Ya-はやと』を経営している。そこは弟弟子にあたる横綱・白鵬の個人ファンクラブ『白鵬倶楽部』の事務局も兼ねており、白鵬本人も頻繁に来店している。
2010年9月18日をもって『食酔Ya-はやと』神田の店舗は一旦閉店となる。

## エピソード
- 好物はUCCの缶コーヒーで、それを知ったやくみつるが漫画のネタにした。現役晩年は、健康のために当時同じくUCCから発売されていた「すらっと茶」を愛飲していた。
- 四股名は故郷由来の薩摩隼人からではなく、字は異なるが本人が尊敬している北勝鬨の本名である久我 準人（くが はやと）の準人から由来している。
- 同じ中種子町出身の元大関・若嶋津同様、館内の出身地の読み上げでは鹿児島県種子島出身となっていた。これは隣接する南種子町出身である宮城野部屋の弟弟子の光法も同じであった。
- 初土俵から連続出場を続けていたが2001年7月場所中日の4番相撲･芳東戦を休場し途絶えてしまった。これは、宮城野部屋の宿舎から愛知県体育館に向かう途中の道路渋滞に巻き込まれ、取り組みにぎりぎり間に合わず休場扱いになってしまった。当時十両の光法も若勇闘と同じ自動車に同乗していたが、土俵入り直前に到着し難を逃れている。なお、当日は師匠の宮城野親方（元前頭・竹葉山）が大相撲中継の十両土俵入りまでの解説担当であった為、「朝までは元気そうだったのに」と若勇闘の休場に驚きを隠せなかった。
- 弟も宮城野部屋所属の力士で、本名の「稲子」の四股名を名乗っていた。序二段まで番付を上げたものの持病の喘息のため2年ほどで引退した[2]。引退後にアマチュア相撲に転向している。

## 主な成績
- 生涯成績：447勝441敗7休 勝率.503
- 十両成績：190勝215敗 勝率.469
- 現役在位：98場所
- 十両在位：27場所

### 場所別成績
| | 一月場所 初場所（東京） | 三月場所 春場所（大阪） | 五月場所 夏場所（東京）  | 七月場所 名古屋場所（愛知） | 九月場所 秋場所（東京） | 十一月場所 九州場所（福岡） |
| --- | ----------------------- | ----------------------- | ------------------------ | --------------------------- | ----------------------- | --------------------------- |
| 1986年 （昭和61年） | x                       | （前相撲）              | 東序ノ口33枚目 4–3       | 東序二段145枚目 3–4         | 西序ノ口10枚目 4–3      | 東序二段125枚目 3–4         |
| 1987年 （昭和62年） | 西序ノ口3枚目 4–3       | 東序二段104枚目 5–2     | 西序二段69枚目 3–4       | 東序二段88枚目 3–4          | 西序二段107枚目 4–3     | 東序二段76枚目 4–3          |
| 1988年 （昭和63年） | 東序二段53枚目 4–3      | 西序二段28枚目 4–3      | 東序二段7枚目 3–4        | 西序二段24枚目 5–2          | 西三段目83枚目 1–6      | 東序二段18枚目 4–3          |
| 1989年 （平成元年） | 東三段目94枚目 4–3      | 東三段目72枚目 4–3      | 西三段目58枚目 4–3       | 西三段目34枚目 3–4          | 東三段目52枚目 3–4      | 西三段目66枚目 3–4          |
| 1990年 （平成2年） | 西三段目87枚目 2–5      | 西序二段23枚目 5–2      | 東三段目83枚目 6–1       | 東三段目30枚目 5–2          | 西三段目3枚目 2–5       | 西三段目26枚目 3–4          |
| 1991年 （平成3年） | 東三段目43枚目 6–1      | 西幕下58枚目 4–3        | 西幕下45枚目 3–4         | 西幕下57枚目 4–3            | 東幕下44枚目 3–4        | 西幕下51枚目 2–5            |
| 1992年 （平成4年） | 東三段目17枚目 5–2      | 東幕下57枚目 1–6        | 西三段目31枚目 5–2       | 東三段目5枚目 5–2           | 西幕下40枚目 5–2        | 西幕下24枚目 2–5            |
| 1993年 （平成5年） | 西幕下43枚目 5–2        | 西幕下26枚目 3–4        | 西幕下36枚目 4–3         | 東幕下27枚目 4–3            | 東幕下21枚目 3–4        | 西幕下30枚目 5–2            |
| 1994年 （平成6年） | 西幕下18枚目 5–2        | 西幕下11枚目 4–3        | 西幕下6枚目 5–2          | 西幕下2枚目 5–2             | 東十両13枚目 8–7        | 東十両9枚目 7–8             |
| 1995年 （平成7年） | 東十両12枚目 4–11       | 西幕下3枚目 5–2         | 東十両12枚目 9–6         | 西十両7枚目 8–7             | 東十両5枚目 6–9         | 東十両9枚目 8–7             |
| 1996年 （平成8年） | 東十両7枚目 10–5        | 西十両3枚目 8–7         | 東十両3枚目 5–10         | 西十両9枚目 8–7             | 東十両5枚目 6–9         | 東十両11枚目 6–9            |
| 1997年 （平成9年） | 西幕下筆頭 4–3          | 西十両13枚目 8–7        | 東十両10枚目 7–8         | 東十両12枚目 6–9            | 西幕下3枚目 4–3         | 東幕下筆頭 4–3              |
| 1998年 （平成10年） | 東十両12枚目 9–6        | 西十両8枚目 5–10        | 西十両13枚目 8–7         | 西十両11枚目 8–7            | 西十両10枚目 9–6        | 東十両6枚目 7–8             |
| 1999年 （平成11年） | 西十両7枚目 7–8         | 西十両9枚目 7–8         | 東十両11枚目 8–7         | 東十両8枚目 6–9             | 東十両11枚目 2–13       | 東幕下8枚目 2–5             |
| 2000年 （平成12年） | 東幕下23枚目 3–4        | 西幕下34枚目 4–3        | 西幕下28枚目 5–2         | 西幕下16枚目 4–3            | 東幕下12枚目 4–3        | 東幕下8枚目 4–3             |
| 2001年 （平成13年） | 東幕下6枚目 3–4         | 東幕下11枚目 2–5        | 東幕下23枚目 3–4         | 西幕下34枚目 3–4            | 西幕下46枚目 3–4        | 西三段目筆頭 休場 0–0–7     |
| 2002年 （平成14年） | 西三段目筆頭 4–3        | 西幕下51枚目 3–4        | 東三段目6枚目 引退 3–4–0 | x                           | x                       | x                           |
| 各欄の数字は、「勝ち-負け-休場」を示す。 優勝 引退 休場 十両 幕下 三賞：敢=敢闘賞、殊=殊勲賞、技=技能賞 その他：★=金星 番付階級：幕内 - 十両 - 幕下 - 三段目 - 序二段 - 序ノ口 幕内序列：横綱 - 大関 - 関脇 - 小結 - 前頭（「#数字」は各位内の序列） |                         |                         |                          |                             |                         |                             |

## 改名歴
- 稲子 幸治（いなご こうじ）1986年3月場所-1986年7月場所
- 若隼人 幸治（わかはやと-）1986年9月場所-2000年5月場所
- 若勇闘 幸治（わかはやと-）2000年7月場所-2001年9月場所
- 若隼人 幸治（わかはやと-）2001年11月場所-2002年5月場所